# شهرستان ویلیامسون (ایلینوی)
شهرستان ویلیامسون (به انگلیسی: Williamson County) شهرستانی در ایالت ایلی‌نوی ایالات متحده امریکا و بر طبق سرشماری ۲۰۱۰ این شهرستان ۶۶۳۵۷ نفر جمعیت داشته‌است.
طبق سرشماری ۲۰۱۰، مساحت این شهرستان ۱۱۵۰٫۹ کیلومتر مربع وسعت داشته که از این مقدار ۵٫۴۵ درصد آب و ۹۴٫۵۵ درصد خشکی می‌باشد.
شهرستان ویلیامسون به خاطر چندین برخورد خشونت‌آمیز که در ایالات متحده نمونهٔ کمی دارد، گاهی به عنوان «ویلیامسون خون ریز» شناخته می‌شود.
همسایگان این شهرستان عبارتند از:
- شمال: شهرستان فرانکلین
- شمال‌شرق:
- شرق: شهرستان سالین
- جنوب‌شرق: شهرستان پوپ
- جنوب: شهرستان پوپ
- جنوب‌غرب: شهرستان یونیون
- غرب: شهرستان جکسون
- شمال‌غرب:

## نگارخانه

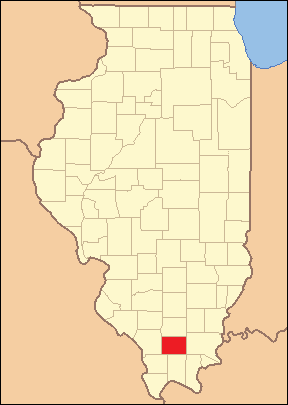